# Klaus Hortschansky
Klaus Hortschansky (* 7. Mai 1935 in Weimar; † 16. Mai 2016 in Münster) war ein deutscher Musikwissenschaftler.

## Leben und Werk
Hortschansky studierte Musikwissenschaft von 1953 bis 1966 in Weimar, Berlin und Kiel. 1965 wurde er Assistent am Musikwissenschaftlichen Institut in Kiel, wo er 1966 bei Anna Amalie Abert mit einer Arbeit über das Thema Parodie und Entlehnung im Schaffen von Christoph Willibald Gluck promoviert wurde. Ab 1968 war er als Assistent am Musikwissenschaftlichen Institut in Frankfurt am Main tätig, bevor er 1984 zum Direktor des Musikwissenschaftlichen Seminars an der Westfälischen Wilhelms-Universität in Münster berufen wurde.
Hortschanskys Forschungsschwerpunkte lagen in der Musik der franko-flämischen Epoche und im Opernschaffen des 18. Jahrhunderts. Von 1992 bis 1997 war er Präsident der Deutschen Gesellschaft für Musikforschung, außerdem war er Editionsleiter der Hallischen Händel-Ausgabe, Vizepräsident des Haydn-Instituts in Köln und Mitherausgeber der Gluck-Gesamtausgabe.
Zum Ende des Sommersemesters 2000 trat Klaus Hortschansky in den Ruhestand, nahm aber weiterhin bis zum Sommersemester 2010 Magister- und Promotionsprüfungen ab.
Seit 2001 war Klaus Hortschansky ordentliches Mitglied der Nordrhein-Westfälischen Akademie der Wissenschaften und der Künste. Im selben Jahr wurde er auch Mitglied der Akademie gemeinnütziger Wissenschaften zu Erfurt. In der Universitätsbibliothek Frankfurt am Main existiert die „Sammlung Hortschansky“, mikroverfilmte Kopien von etwa 2000 italienischen Opernlibretti.

## Veröffentlichungen
- Katalog der Kieler Musiksammlungen. Die Notendrucke, Handschriften, Libretti und Bücher über Musik aus der Zeit bis 1830 (= Kieler Schriften zur Musikwissenschaft, Bd. 14). Bärenreiter-Verlag, Kassel 1963.

- Parodie und Entlehnung im Schaffen Christoph Willibald Glucks, Köln 1973, ISBN 3-87252-058-X.
- Christoph Willibald Gluck und die Opernreform, hrsg. von Klaus Hortschansky, Darmstadt 1989, ISBN 3-534-08666-X.
- Die musikalische Mischkultur im Königsberg des ausgehenden 18. Jahrhunderts, in: Die Musik der Deutschen im Osten und ihre Wechselwirkungen mit den Nachbarn. Ostseeraum – Schlesien – Böhmen/Mähren – Donauraum, hrsg. von Klaus Wolfgang Niemöller und Helmut Loos, Bonn 1994 (= Deutsche Musik im Osten, Bd. 5), S. 93–111.
- Fürstbischöfe als Musikmäzene, in: Telemanniana et alia musicologica. Festschrift Günter Fleischhauer zum 65. Geburtstag, hrsg. von Dieter Gutknecht u. a., Oschersleben 1995 (= Michaelsteiner Forschungsbeiträge, Bd. 17), S. 34–55.
- Musik für Nordkirchen – Musik auf Nordkirchen, in: Musik an Westfälischen Adelshöfen 1995. Eine Konzertreihe des WDR und des Landschaftsverbandes Westfalen Lippe, hrsg. von Dorothea Endele u. a., Münster 1995, S. 25–31.
- Musikrezeption in der Stadt des 18. Jahrhunderts. Überlegungen zu einer Typologie, in: Studien zur Musikgeschichte. Eine Festschrift für Ludwig Finscher, hrsg. von Annegrit Laubenthal, Kassel etc. 1995, S. 272–279.
- Artikel Frankoflämische Musik, in: Die Musik in Geschichte und Gegenwart, 2., neubearb. Auflage, Sachteil Bd. 3, Kassel etc. 1995, Sp. 673–688.
- Libretti: Die originalen Textbücher der bis 1990 in der Gluck-Gesamtausgabe erschienenen Bühnenwerke. Textbücher verschollener Werke, hrsg. von Klaus Hortschansky, Kassel etc. 1995 (= Christoph Willibald Gluck. Sämtliche Werke, Abt. 7, 1).
- Georg Friedrich Händel – ein Lebensinhalt. Gedenkschrift für Bernd Baselt (1934–1993), hrsg. von Klaus Hortschansky und Konstanze Musketa, Halle/S. 1995 (= Schriften des Händel-Hauses in Halle, Bd. 11).
- Eine Stammbucheintragung Daniel Gottlob Türks. Halle und seine musikliebenden Studenten, in: Georg Friedrich Händel – ein Lebensinhalt. Gedenkschrift für Bernd Baselt (1934–1993), hrsg. von Klaus Hortschansky und Konstanze Musketa, Halle/S. 1995 (= Schriften des Händel-Hauses in Halle, Bd. 11), S. 477–494.
- Artikel Hugenotten, in: Die Musik in Geschichte und Gegenwart, 2., neubearb. Auflage, Sachteil Bd. 4, Kassel etc. 1996, Sp. 432–440.
- Vom Chordrama zum Oratorium. Gattungsnormen – Gattungstraditionen, in: Göttinger Händel-Beiträge, Jg. 6 (1996), S. 59–69.
- Handschriftliche Überlieferung von Instrumentalmusik am Stuttgarter Hof im 18. Jahrhundert, in: Festschrift Christoph-Hellmut Mahling zum 65. Geburtstag, Band 1, hrsg. von Axel Beer, Kristina Pfarr, Wolfgang Ruf, Tutzing 1997 (= Mainzer Studien zur Musikwissenschaft, Bd. 37), S. 573–586.
- Instrumentalmusik in Georg Friedrich Händels Oratorien, in: Händel-Jahrbuch, Jg. 42/43 (1996/1997), S. 40–48.
- Artikel Tommaso Traetta: Sofonisba, in: Pipers Enzyklopädie des Musiktheaters, Bd. 6, München etc. 1997, S. 315–318.
- Traditionen – Neuansätze. Für Anna Amalie Abert (1906–1996), hrsg. von Klaus Hortschansky, Tutzing 1997.
- Die g-moll-Sinfonie zur Zeit der Wiener Klassik, in: Traditionen – Neuansätze. Für Anna Amalie Abert (1906–1996), hrsg. von Klaus Hortschansky, Tutzing 1997, S. 329–348.
- Musik in Westfalen, [Schriftenreihe] hrsg. von Klaus Hortschansky, Münster ab 1997 (bisher 2 Bde.).
- Die „Aria parlante“ bei Händel, in: Musik als Klangrede. Festschrift zum 70. Geburtstag von Günter Fleischhauer, hrsg. von Wolfgang Ruf, Köln 2001, S. 70–93.
- Musik in der Residenzstadt Weimar, Leipzig 2001, hrsg. von Klaus Hortschansky (= Denkmäler mitteldeutscher Barockmusik, Serie I, Bd. 1).
- Der Ring des Nibelungen in Münster, hrsg. von Klaus Hortschansky und Berthold Warnecke, Münster 2001.
- Franz Wüllner und seine Händelaufführungen, in: Händel-Jahrbuch, Jg. 48 (2002), S. 199–208.
- Subskriptionen in der Publikumsforschung, in: Le Concert et son public. Mutations de la vie musicale en Europe de 1780 à 1914 (France, Allemagne, Angleterre), hrsg. von Hans Erich Bödecker u. a., Paris 2003, S. 387–401.
- Ein verkapptes Orpheus-Drama? Händels Hochzeits-Serenata „Il Parnasso in Festa per gli Sponsali di Teti e Peleo“ für Prinzessin Anne und Prinz Wilhelm von Oranien (HWV 73), in: Händel-Jahrbuch, Jg. 49 (2003), S. 127–146.
- Christoph Willibald Gluck: Iphigénie en Tauride. Die Erfindung des musikalischen Klassizismus, in: Meisterwerke neu gehört. Ein kleiner Kanon der Musik: 14 Werkportraits, hrsg. von Hans-Joachim Hinrichsen und Laurenz Lütteken, Kassel u. a. 2004, S. 81–104.
- Händels Opern-Ouvertüren – Exempel des vermischten Geschmacks? Überlegungen anhand von Charles Burneys verstreuten Bemerkungen, in: Händel-Jahrbuch, Jg. 50 (2004), S. 197–210.
- als Herausgeber: Richard Wagners „Ring des Nibelungen“. Musikalische Dramaturgie – Kulturelle Kontextualität – Primär-Rezeption (= Schriften zur Musikwissenschaft aus Münster, Bd. 20), Schneverdingen 2004.

## Alumni (Auswahl)
Ehemalige Absolventen von Klaus Hortschansky:
- Axel Beer, Professor an der Universität Mainz
- Michele Calella, Professor an der Universität Wien
- Anselm Gerhard, Professor für Musikwissenschaft und Direktor des Instituts für Musikwissenschaft an der Universität Bern
- Dietrich Helms, Professor für Musikwissenschaft an der Universität Osnabrück
- Ralf Martin Jäger, Professor für Ethnomusikologie und Europäische Musikgeschichte an der Westfälischen Wilhelms-Universität Münster
- Jin-Ah Kim, Musikwissenschaftlerin, Honorarprofessorin an der Humboldt-Universität Berlin[5]
- Laurenz Lütteken, Professor in Zürich
- Gudula Schütz, Lektorin beim Bärenreiter-Verlag Kassel
- Ludger Stühlmeyer, Musikdirektor ACV, Komponist und Musikwissenschaftler
- Yvonne Wasserloos, Professorin für Musikwissenschaft an der Universität Mozarteum Salzburg[6]
- Michael Zywietz, Musikwissenschaftler, Professor an der Hochschule für Künste Bremen